# 捷列什皮利
49°40′53″N 27°47′30″E / 49.68139°N 27.79167°E
捷列什皮利（烏克蘭語：Терешпіль），是烏克蘭的村落，位於該國西南部文尼察州，由赫梅利尼克區負責管轄，面積1.6平方公里，海拔高度291米，2001年人口455，人口密度每平方公里284.38人。